# 泰尔诺维亚尔
47°18′56″N 32°58′52″E / 47.31556°N 32.98111°E
泰尔诺维亚尔（烏克蘭語：Терновий Яр），2024年9月前名为切爾沃内亞爾（烏克蘭語：Червоний Яр），是烏克蘭的村落，位於該國南部尼古拉耶夫州，由巴什坦卡區贝雷兹内胡瓦泰市镇負責管轄，始建於1929年，面積0.37平方公里，海拔高度49米，2001年人口288，人口密度每平方公里786.9人。
2024年9月19日，乌克兰最高拉达将此村的名字改为泰尔诺维亚尔。